# Seongdong-gu
Seongdong-gu es uno de los 25 distritos (gu) de Seúl, Corea del Sur.
Situado en la orilla norte del río Han, está dividido en 20 dong (barrios).

## Divisiones administrativas
Seongdong-gu se divide administrativamente en 20 dongs (haengjeong-dong, 행정동)
- Doseon-dong (도선동 道詵洞)
  - Hongik-dong (홍익동 弘益洞): legal dong (beopjeong-dong, 법정동)
- Eungbong-dong (응봉동 鷹峰洞)
- Haengdang-dong (행당동 杏堂洞) 1∼2
- Geumho-dong (금호동 金湖洞) 1∼4
- Majang-dong (마장동 馬場洞)
- Oksu-dong (옥수동 玉水洞) 1∼2
- Sageun-dong (사근동 沙斤洞)
- Seongsu 1ga 1 dong (성수1가 1동 聖水1街 1洞)
- Seongsu 1ga 2 dong (성수1가 2동 聖水1街 2洞)
- Seongsu 2ga 1-dong (성수2가 1동 聖水2街 1洞)
- Seongsu 2ga 3-dong (성수2가 3동 聖水2街 3洞)
- Songjeong-dong (송정동 松亭洞)
- Yongdap-dong (용답동 龍踏洞)
- Wangsimni-dong (왕십리동 往十里洞) 1∼2
  - Sangwangsimni-dong (상왕십리동 上往十里洞): legal dong (beopjeong-dong, 법정동)
  - Hawangsimni-dong (하왕십리동 下往十里洞): legal dong (beopjeong-dong, 법정동)

## Comunicaciones

### Ferroviarias
- KORAIL

- Línea de Jungang

- (Dongdaemun-gu) ← Wangsimni ─ Eungbong ─ Oksu → (Yongsan-gu)

- Línea de Bundang (En construcción)

- Wangsimni ─ Indefinido → (Gangnam-gu)

- Metro de Seúl

- Línea 2

- (Jung-gu) ← Sangwangsimni ─ Wangsimni ─ Hanyang University ─ Ttukseom ─ Seongsu → (Gwangjin-gu)

- SMetro de Seúl rama para Sinseol-dong de la Línea 2

- Seongsu ─ Yongdap ─ Sindap → (Dongdaemun-gu)

- Línea 3

- (Jung-gu) ← Geumho ─ Oksu → (Gangnam-gu)

- Seoul Metropolitan Rapid Transit Corporation

- Línea 5

- (Jung-gu) ← Singeumho ─ Haengdang─ Wangsimni ─ Majang → (Dongdaemun-gu)

## Hermanamientos
- Hampyeong, Corea del Sur
- Huairou, China
- Jincheon, Corea del Sur
- Seocheon, Corea del Sur
- Condado de Cobb, EUA